# Agepê
Agepê, pseudonimo di Antônio Gilson Porfírio (Rio de Janeiro, 10 agosto 1942 – Rio de Janeiro, 30 agosto 1995), è stato un cantante e compositore brasiliano.
Il suo pseudonimo è la pronuncia in lingua portoghese delle iniziali del suo nome e cognome

## Biografia
Nato nel 1942 a Rio de Janeiro, lavorò da ragazzo come trasportatore di bagagli. Il suo soprannome dell'epoca era Ripinha. Fu anche progettista tecnico per l'estinta società Telecomunicações do Rio de Janeiro, che avrebbe successivamente abbandonato per proseguire la sua carriera artistica.
La sua carriera discografica iniziò nel 1975 con la pubblicazione di Moro onde não mora ninguém ("Abito dove nessuno vive"), il suo primo successo, che sarebbe poi stato remixato da Wando. Nove anni dopo, cantò Let Me Love You, brano inserito nella colonna sonora della soap opera Vereda tropical. Il long playing Mistura Brasileira, che conteneva questa canzone, è stato il primo album di samba a superare il milione di copie vendute.
Faceva parte del gruppo dei compositori della scuola di samba Portela, contenente un repertorio eclettico, composto principalmente da baião e aveva nel compositore Canário il partner più frequente. Egli remixò, con grande successo, Cama e Mesa di Roberto Carlos e Erasmo Carlos.
Il 27 agosto 1995 fu ricoverato nella Clínica São Bernardo per un'ulcera aggravata dal diabete mellito di tipo 1; il giorno seguente entrò in coma profondo. Morì il 30 agosto e venne sepolto nel cimitero di San Francisco Xavier al quartiere Caju, Rio de Janeiro.

## Discografia

### Album in studio
| Anno | Titolo                     |                         |
| ---- | -------------------------- | ----------------------- |
| 1975 | Moro Onde Não Mora Ninguém |                         |
| 1977 | Agepê                      |                         |
| 1978 | Canto De Esperança         |                         |
| 1978 | Tipo Exportação            |                         |
| 1979 | Agepê                      |                         |
| 1981 | Agepê                      |                         |
| 1984 | Mistura Brasileira         | 1 500 000 copie vendute |
| 1985 | Agepê                      |                         |
| 1986 | Agepê                      |                         |
| 1987 | Agepê                      |                         |
| 1988 | Canto Pra Gente Cantar     |                         |
| 1989 | Cultura Popular            |                         |
| 1989 | O Samba (compilation)      |                         |
| 1990 | Agepê                      |                         |
| 1992 | Me Leva                    |                         |
| 1994 | Feliz Da Vida              |                         |
| 2005 | Maxximum                   | Sony BMG                |